# The Money Store
The Money Store — дебютный студийный альбом американской экспериментальной хип-хоп группы Death Grips. Запись стала продолжением их дебютного микстейпа — Exmilitary. Альбом был официально выпущен 24 апреля 2012 года, но за 10 дней до официального выхода запись утекла на YouTube. 20 апреля на фестивале Коачелла группа продавала альбом на кассетах, а на следующий день, в честь Дня музыкального магазина, он был издан на виниле. The Money Store был анонсирован одновременно со вторым альбомом — No Love Deep Web — который был выпущен позже в том же году.

## Отзывы критиков
| Совокупная оценка          | Совокупная оценка |
| Источник                   | Оценка            |
| -------------------------- | ----------------- |
| AnyDecentMusic?            | 8.4/10            |
| Metacritic                 | 81/100            |
| Оценки критиков            |                   |
| Источник                   | Оценка            |
| AllMusic                   | [ 1 ]             |
| The A.V. Club              | B+                |
| The Guardian               | [ 10 ]            |
| Los Angeles Times          | [ 11 ]            |
| Mojo                       | [ 12 ]            |
| MSN Music (Expert Witness) | A−                |
| NME                        | 6/10              |
| Pitchfork                  | 8.7/10            |
| Q                          | [ 16 ]            |
| Spin                       | 8/10              |

Альбом получил положительные отзывы от критиков; его рейтинг на сайте-агрегаторе Metacritic составляет 81 балл из 100 на основе 27 рецензий, что соответствует «всеобщему признанию». Музыкальный журналист Джим Кэрролл отметил: «MC Ride, Энди Морин и Зак Хилл задались целью создать интенсивный, зрелищный, неистовый разгул и преуспели в этом. Как только вы привыкнете к тому, что они находятся в неиссякаемом бешенстве, вы будете в трепете от сырого, раздробленного, непрекращающегося и апокалиптического шквала шума, пока Death Grips готовятся к концу света». Джейсон Грин из Pitchfork отметил альбом как «Лучшая новая музыка» и написал, что «The Money Store — это примерно такой же интеллектуальный опыт, как поцарапанная коленка. Но он так же хорошо напоминает вам о том, что вы живы».
Музыкальный критик Энтони Фантано поставил альбому высший балл — 10, The Money Store стал первым из семи альбомов, получивших от критика высшую оценку по состоянию на февраль 2024 года.
Рецензент Spin Кристофер Вайнгартен, несмотря на положительный отзыв, посетовал, что альбом уступает предыдущей работе группы — Exmilitary — в частности, из-за отказа от обильного использования сэмплов в сравнении с микстейпом, а также из-за «сырого, несовершенного способа, которым семплы трутся друг о друга». Среди менее восторженных рецензентов был Луис Паттисон из NME, который посчитал, что его [альбома] «абсолютно убедительное» антиутопическое видение было испорчено «отчуждающим» изложением тем, не имеющих цели. Алекс Макферсон из The Guardian писал, что «однообразное» вокальное исполнение Бернетта отвлекает слушателя от «захватывающего духа» инструментальных композиций.

### Рейтинги
| Издание              | Название                                              | Место |
| -------------------- | ----------------------------------------------------- | ----- |
| The 405              | Альбомы года                                          | 8     |
| AllMusic             | Лучшее за 2012                                        | 18    |
| BBC Music            | 25 лучших альбомов 2012                               | 6     |
| Clash                | 40 лучших альбомов 2012                               | 4     |
| Complex              | 50 лучших альбомов 2012                               | 40    |
| Consequence of Sound | 50 лучших альбомов 2012                               | 16    |
| New York Magazine    | 10 лучших альбомов 2012                               | 4     |
| Pitchfork            | 50 лучших альбомов 2012                               | 9     |
| Pitchfork            | 100 лучших альбомов 2010-х на данный момент (2010-14) | 34    |
| Pitchfork            | 200 лучших альбомов 2010-х                            | 117   |
| Pitchfork            | 33 лучших индастриал альбомов всех времён             | 25    |
| The Plain Dealer     | 100 величайших альбомов 2010-х                        | 24    |
| PopMatters           | 75 лучших альбомов 2012                               | 29    |
| The Skinny           | Альбомы 2012 года                                     | 1     |
| Spin                 | 101 лучших альбомов 2010-х                            | 38    |
| Stereogum            | 25 лучших альбомов 2012 на данный момент (май 2012)   | 18    |
| Time Out London      | 50 лучших альбомов 2012                               | 2     |
| Tiny Mix Tapes       | 50 любимых альбомов 2012                              | 16    |
| Tiny Mix Tapes       | 100 любимых музыкальных релизов десятилетия           | 39    |
| The Village Voice    | Pazz & Jop                                            | 45    |
| The Wire             | Перемотка 2012 года: Релизы года                      | 15    |

## Список композиций
Автор текстов — Стефан Бернетт (MC Ride), музыка — Death Grips.
| №                   | Название              | Длительность |
| ------------------- | --------------------- | ------------ |
| 1.                  | «Get Got»             | 2:52         |
| 2.                  | «The Fever (Aye Aye)» | 3:07         |
| 3.                  | «Lost Boys»           | 3:06         |
| 4.                  | «Blackjack»           | 2:22         |
| 5.                  | «Hustle Bones»        | 3:03         |
| 6.                  | «I've Seen Footage»   | 3:23         |
| 7.                  | «Double Helix»        | 2:37         |
| 8.                  | «System Blower»       | 3:44         |
| 9.                  | «The Cage»            | 3:31         |
| 10.                 | «Punk Weight»         | 3:25         |
| 11.                 | «Fuck That»           | 2:25         |
| 12.                 | «Bitch Please»        | 2:57         |
| 13.                 | «Hacker»              | 4:36         |
| Общая длительность: | Общая длительность:   | 41:23        |

## Участники записи
Death Grips
- MC Ride — вокал
- Зак Хилл — продюсирование
- Энди Морин — продюсирование

Технический персонал
- Анжелика Коб-Белер — A&R
- Суа Ю — обложка

## Чарты
Еженедельные чарты
| Чарты (2012)                       | Высшая позиция |
| ---------------------------------- | -------------- |
| США (Billboard Alternative Albums) | 24             |
| США (Billboard 200)                | 130            |
| США (Billboard Heatseeker Albums)  | 3              |
| США (Billboard Rap Albums)         | 14             |
| США (Billboard Top Rock Albums)    | 39             |

## Хронология релиза
| Регион         | Дата           | Формат(ы)                                                 | Лейбл(ы) | Источник |
| -------------- | -------------- | --------------------------------------------------------- | -------- | -------- |
| Мир            | 14 апреля 2012 | Стриминг на YouTube                                       | —        | [ 4 ]    |
| США            | 20 апреля 2012 | Кассета, проданная группой на фестивале Коачелла          | —        |          |
| США            | 21 апреля 2012 | Предрелизный LP в честь Дня музыкального магазина         | Epic     | [ 5 ]    |
| Великобритания | 21 апреля 2012 | Предрелизный LP в честь Дня музыкального магазина         | Epic     | [ 5 ]    |
| Мир            | 24 апреля 2012 | LP, CD, стриминг                                          | Epic     |          |
| США            | 18 апреля 2015 | Чёрно-белая сплит-пластинка на День музыкального магазина | Epic     |          |
| Великобритания | 18 апреля 2015 | Чёрно-белая сплит-пластинка на День музыкального магазина | Epic     |          |
| США            | 3 июня 2022    | Перевыпуск Record Store Day на виниле                     | Epic     |          |